# У вас 0 друзей
«У вас 0 друзей» (англ. You Have 0 Friends) — 199-й эпизод (4 серия 14 сезона) мультсериала «Южный парк», вышел 7 апреля 2010 года. В эпизоде Кайл, Картман и Кенни создали Стэну аккаунт в Facebook, несмотря на его протесты. Стэн становится чрезвычайно популярным из-за огромного количества запросов в друзья. В конце концов он пытается удалить свой профайл и его засасывает в виртуальный мир Facebook. Тем временем Кайл пытается найти способ найти новых друзей на Facebook после того, как он начал резко их терять из-за дружбы с третьеклассником, которого все считают неудачником.
Режиссёром и сценаристом эпизода был соавтор шоу Трей Паркер. Эпизоду был присвоен рейтинг TV-MA L (не рекомендуется лицам до 17 лет, содержит ненормативную лексику) в Соединённых Штатах. Линия Стэна отсылает к фильму «Трон» студии «Дисней», вышедшему в 1982 году, где Стэн выступает в роли Кевина Флинна. Эпизод также пародирует программу «Mad Money» на канале CNBC, сайт Chatroulette.com и игру FarmVille.
«У вас 0 друзей» получил в целом положительные отзывы критиков, и согласно Nielsen Media Research эпизод посмотрело 3 071 000 зрителей во время премьерного показа по телевидению.

## Сюжет
У Картмана, Кайла и Кенни новое увлечение — социальная сеть Facebook. Друзья соревнуются в количестве друзей. Они устраивают сюрприз для Стэна путём создания для него аккаунта в Facebook. Стэн против, так как не хочет проводить время в социальной сети, но быстро сдаётся, уступая давлению семьи и друзей, добавляя их в друзья. Рэнди просит Стэна записать в друзья себя и бабушку. Тут же у Стэна начинает в геометрической прогрессии расти количество друзей. Незнакомые люди на улице пристают к Стэну и кричат на него, потому что он не записал их в друзья. К тому же, к досаде Стэна, его родители, родственники и даже Венди обижаются на него за то, что он якобы их игнорирует, основываясь на действиях Стэна в Facebook.
Но в Facebook есть и такие люди, у которых нет ни одного друга. Один из них — неудачник-третьеклассник Кип Дрорди, у которого 0 друзей. Кайл из жалости добавляет Кипа в друзья. Кип очень рад этому, он постоянно сидит в Facebook, даже ходит с компьютером в кино, и посещает виртуальную ферму Кайла. Родители Кипа, узнав об этом, в буквальном смысле решают, что Кайл живёт на ферме. Но из-за этого количество друзей Кайла начинает быстро падать. Более того, Картман идёт ещё дальше и открывает свой подкаст, где рекомендует отказаться от дружбы с Кайлом и добавить Клайда в друзья потому, что у него скоро день рождения, и его мама повезёт сына и его друзей в «Каса-Бонита». Кайл понимает, в чём дело, но не может удалить Кипа из друзей из жалости. Отчаявшись остановить потерю друзей, Кайл приходит к Картману за советом. Картман и Кайл обращаются к сайту Chatroulette.com для того, чтобы найти новых друзей, но все собеседники только мастурбируют перед веб-камерой. Картман наконец находит другого еврейского парня по имени Исайя, который соглашается быть другом Кайла к радости последнего.
Между тем, у Стэна теперь уже 845 323 друга в социальной сети (среди них и Кайл, потерявший почти всех друзей), однако большинство из них он не знает. Стэну всё надоедает и он решает удалить свой аккаунт из Facebook, но при попытке удаления социальная сеть не позволяет ему это сделать и его засасывает в виртуальный мир, где он встречает антропоморфные профили всех, кого он знает, которые общаются между собой на особом жаргоне. Стэна заставляют сражаться с профилем неизвестного человека в «Yahtzee» и Стэн побеждает. Система сообщает ему, что он не должен был победить, и теперь всё усложнилось. Стэн убегает и находит ферму Кайла, попутно обвиняя его в том, что во многом из-за него его засосало в Facebook. Стэн просит Кайла проверить статус его профиля и Кайл узнаёт, что Стэн проводит вечеринку в Café World. Там Стэн обнаруживает, что его профиль восстал против него и ведёт собственную жизнь. Там же профиль Кайла встречает профиль Исайи, который отказался быть его другом из-за Кипа, несмотря на то, что живёт в Нью-Йорке и никогда не встречался с Кипом Дрорди. Пытаясь исправить положение, Кайл наконец удаляет Кипа, оставив его без друзей. Кип Дрорди приходит в уныние, так как его единственный друг отказался от него.
На вечеринке Стэн встречает свой аккаунт, который выглядит, как он сам, только огромного размера. Они играют в «Yahtzee», и Стэн снова побеждает. Победа возвращает Стэна в реальный мир. У него теперь нет друзей в Facebook. Рэнди, заметив это, спрашивает сына, почему он удалил его из друзей. Стэн объясняет, что с ним произошло, и что его друзья отправились куда-то в другое место. Рэнди не унимается и спрашивает, друзья ли они теперь, на что Стэн отвечает: «Отвали, папа.» Тем временем к Кипу Дрорди, всё ещё подавленному, переходят друзья Стэна. Кип вне себя от радости.

## Производство и культурные отсылки

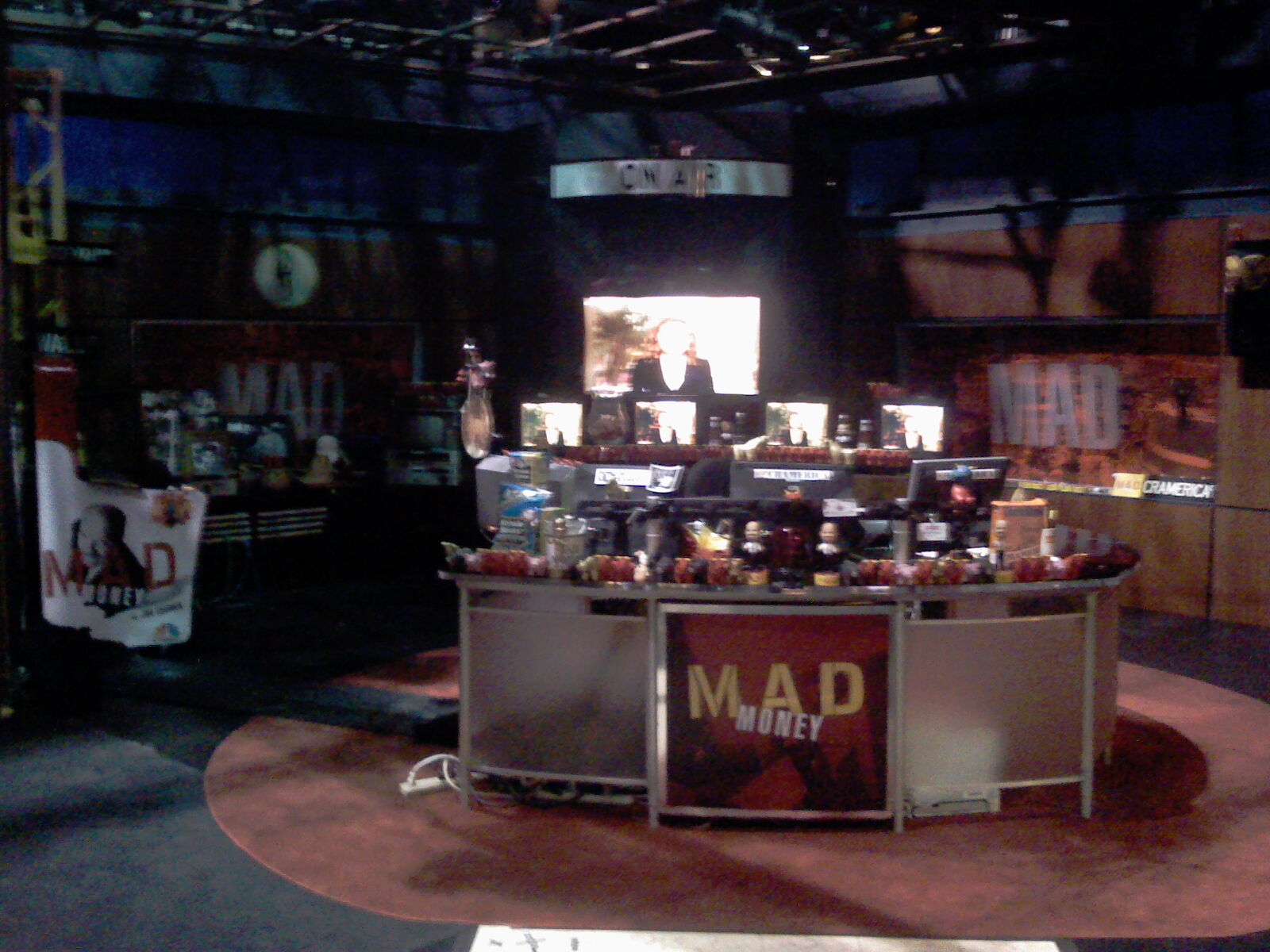
Mad Money (студия), было спародировано в эпизоде как Mad Friends

Сценаристом и режиссёром серии «У вас 0 друзей» был соавтор сериала Трей Паркер. Идею эпизода он придумал после регистрации на Facebook, когда на самом деле втянулся в него, и люди становились недовольны его действиями в социальной сети. Ему пришла идея сделать что-то похожее на фильм «Трон». Эпизод включает в себя несколько заметных упоминаний онлайн-игр в Facebook, таких как «FarmVille», «Café World» и цифровой версии игры «Yahtzee», созданной Милтоном Брадли. Кроме того, многие моменты виртуального мира Facebook, куда засасывает Стэна, пародируют фильм «Трон». Эпизод также высмеивает веб-сайт Chatroulette, в частности то, что многие его пользователи используют свои веб-камеры, чтобы показывать гениталии. Подкаст Картмана, «Mad Friends», является пародией на финансовое шоу «Mad Money», которое ведёт Джим Крамер на канале CNBC. После выхода серии на реальном Facebook появилась учётная запись героя серии Кипа Дрорди, у которой появились сотни тысяч друзей.

## Отзывы и релиз
Премьерный показ «У вас 0 друзей» состоялся 7 апреля 2010 года в Соединенных Штатах на канале Comedy Central. Серия получила рейтинг TV-MA L. В премьерный показ на американском телевидении, согласно данным Nielsen Media Research, «У вас 0 друзей» посмотрело 3 071 000 зрителей, что делает его вторым по количеству зрителей вечерним шоу на кабельном телевидении после «В простом виде», также эпизод посмотрело больше зрителей, чем предыдущий «Лечебный жареный цыплёнок». Эпизод также получил рейтинг 1,7 среди аудитории возраста 18—49 лет и долю 5 %, оттеснив эпизод сериала «Дом семейства Пэйн», среди аудитории кабельного телевидения данного возраста.
Эпизод получил в целом положительные рецензии от критиков. Брайан Уэлк из Indiana Daily Student назвал его «довольно приятным» и пошутил, что его статус Facebook гласил бы, что он «надеется, что 200-эпизод (Южного парка) будет таким же хорошим, как и про Facebook!». Кен Такер из Entertainment Weekly сказал: «Полчаса они были проницательно точны в описании своей цели: старшая аудитория, что сидит на Facebook (например, родители, бабушки и дедушки), а также одинокие дети; как и всегда Южный парк беспощаден, когда высмеивает нравы, принятые в поколении бейби-бумеров». Рэмси Ислер из IGN дал эпизоду 9 из 10 баллов, сказав, что это «блестяще от начала до конца и одна из лучших серий сериала за довольно долгое время». Карлос Дельгадо из iF оценил эпизод, сказав: «„У вас 0 друзей“ имеет хорошее количество юмора, интеллекта и сарказма, чтобы соответствовать любому эпизоду Южного парка. Возможно, он уже стал классикой?». Кристина Эверетт из New York Daily News назвала эпизод «весёлым, но трогательным», добавив, что образ Кипа Дрорди был «милым».
Были и отрицательные рецензии. TV Fanatic дал эпизоду 3 из 5 баллов, сказав, что было «слишком много Facebook» в эпизоде, и что «это была хорошая пародия, и просто достойный эпизод, который мог бы иметь больше LOL-моментов». Также Тодд Ван дер Верфф из The A.V. Club поставил серии оценку D+, заметив: «в основном все шутки о Facebook были основаны на том времени, когда Facebook впервые вторгся в жизнь каждого из нас. Похоже нас ожидает эпизод про Twitter в 2013 году».
«У вас 0 друзей» наряду с тринадцатью другими эпизодами из четырнадцатого сезона «Южного парка» были выпущены на трёх DVD-дисках и на двух дисках Blu-Ray, выйдя в США 26 апреля 2011 года.